# Атуа (округ)
Ату́а (самоан. Atua) — самый древний административный округ Самоа: в своё время он охватывал острова Уполу и Савайи, но в настоящее время включает лишь бо́льшую часть восточной половины острова Уполу. Площадь округа — 413 км². Население округа — 21 928 жителей (2011). Административный центр — деревня Луфилуфи.
Верховный вождь округа носит титул Туи Атуа и избирается Домом девяти (Фалеива) в деревне Луфилуфи. При этом учитывается мнение старейшин деревни Солосоло и двух матуа (вождей) с островов Алеипата — Тафуа и Фуатага. Тафуа — вождь Алеипата-итупа-и-лало (Нижний Алеипата), а Фуатага — вождь Алеипата-итупа-и-луга (Верхний Алеипата).
Туи Атуа избирается из представителей одного из двух атуанских королевских кланов — Салеваласи и Сафенунувао. Эти кланы ведут свой род от первой Татаифы — королевы Саламасина.
Титул Туи Атуа — один из самых древних в Самоа, ведущий своё происхождение от королей Тагалоалаги.
Водоёмы: Пиула, Фити, То-Суа и др.